# Cenopalpus picitilis
Cenopalpus picitilis är en spindeldjursart som beskrevs av Mohammad Nazeer Chaudhri 1971. Cenopalpus picitilis ingår i släktet Cenopalpus och familjen Tenuipalpidae. Inga underarter finns listade i Catalogue of Life.